# Antocha (Orimargula) alpigena
Antocha (Orimargula) alpigena is een tweevleugelige uit de familie steltmuggen (Limoniidae). De soort komt voor in het Palearctisch gebied.